# Cruz votiva

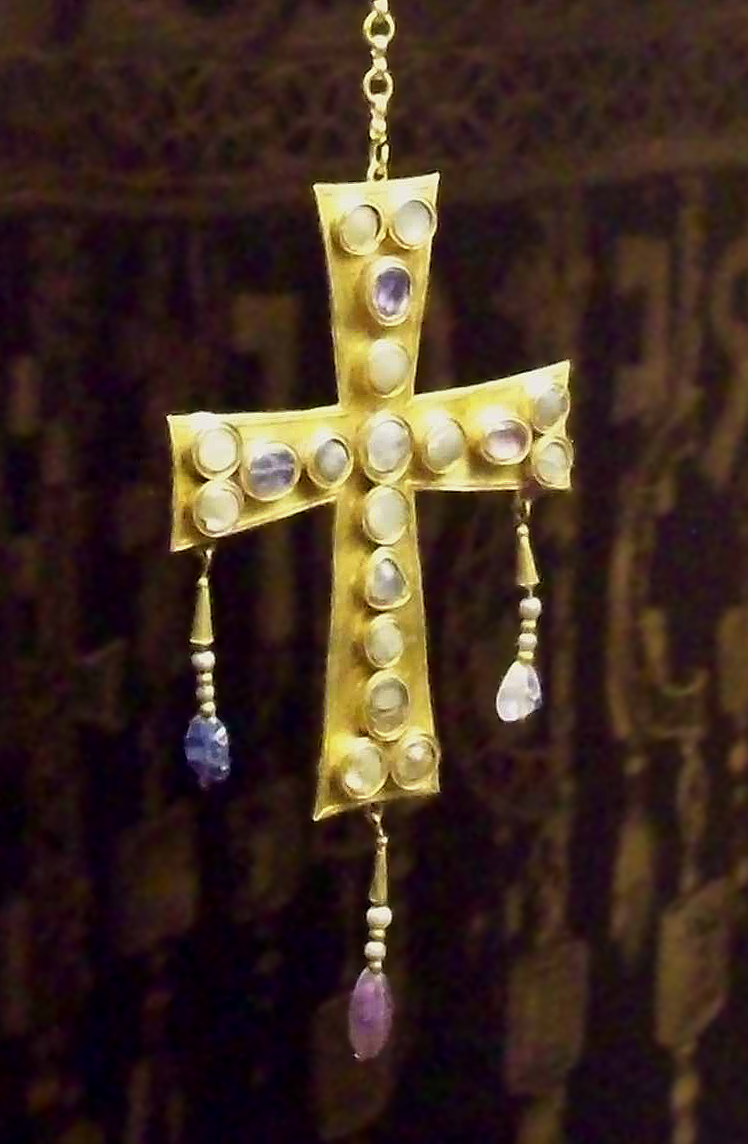
Una cruz votiva del tesoro de Guarrazar. Museo Arqueológico Nacional de Madrid.

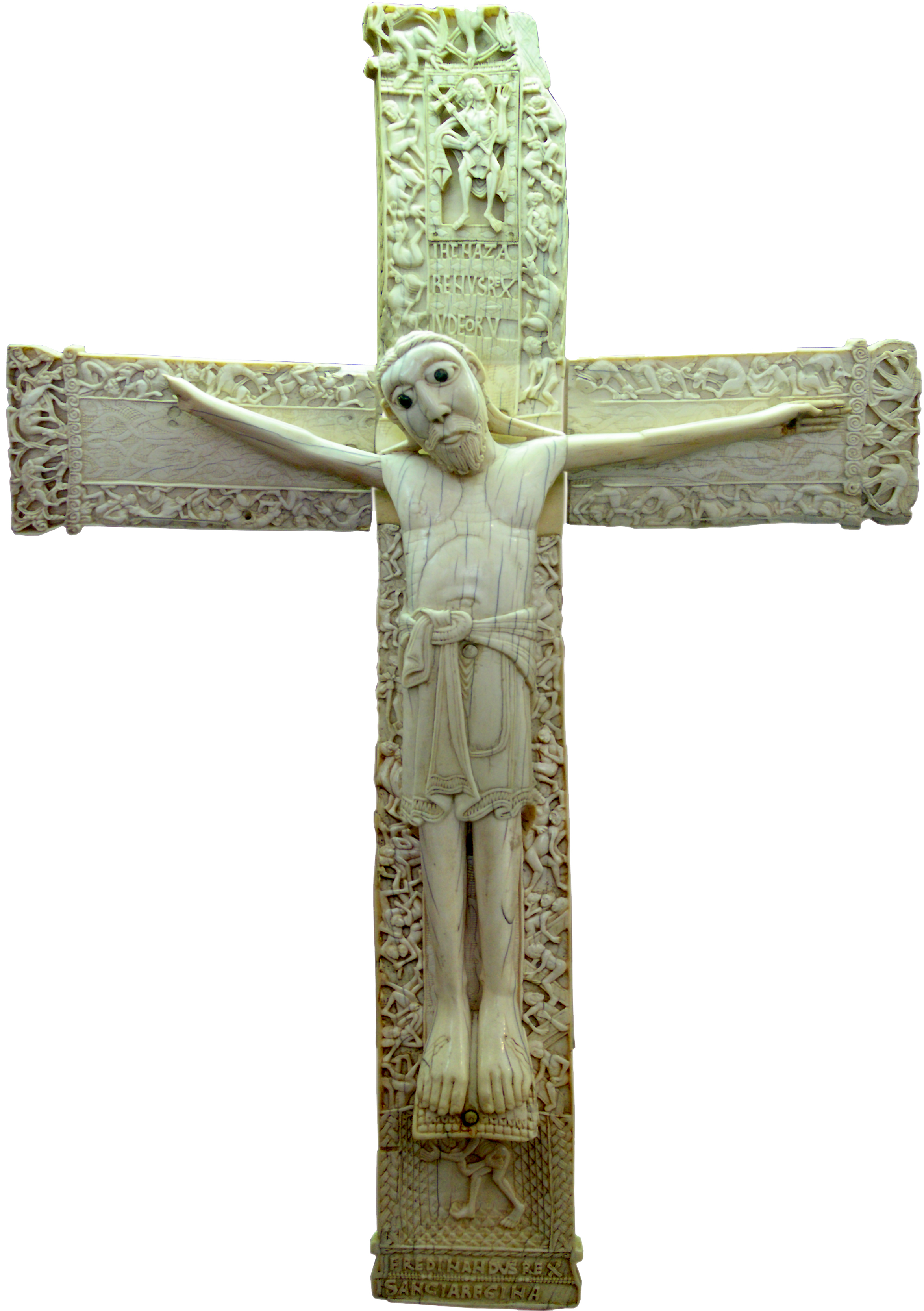
Crucifijo de don Fernando y doña Sancha.

La cruz votiva es una cruz preciosa entregada a una iglesia como exvoto.

## Historia
En la Hispania visigoda y en el Románico los reyes y magnates ofrecían cruces votivas a los templos. En algunas ocasiones los exvotos eran coronas con alguna inscripción sobre la ofrenda y el nombre del oferente, que eran colgadas del altar y que, a su vez, tenían cruces suspendidas.
De la etapa visigoda destacan las del tesoro de Guarrazar, donde hay coronas votivas con cruces y cruces votivas. Del Románico destacan: la cruz donada en el siglo X por Ramiro II al monasterio de Santiago de Peñalba, el crucifijo de marfil (con un receptáculo para albergar una reliquia de la Vera Cruz) donado por Fernando I y su esposa Sancha en el siglo XI a la colegiata de San Isidoro de León. Otras cruces votivas destacadas son dos cruces procesionales de la catedral de Oviedo: la cruz de los Ángeles, donada por Alfonso II en el siglo IX; y la cruz de la Victoria, donada por Alfonso III en el siglo X y que, según la tradición, estuvo en la batalla de Covadonga.